# Заячий остров (Астрахань)
За́ячий о́стров — остров в Трусовском районе Астрахани, ограниченный Волгой и протокой Серебряная Воложка. Длина — 3,8 км, ширина — 600 м, Площадь — 1,5 км². Соединён безымянными мостами через Серебряную Воложку с материковой частью Трусовского района и селом Старокучергановка. В разговорной речи остров часто называют «Десяткой».
Центральная часть острова застроена малоэтажными многоквартирными домами сталинской эпохи и пятиэтажными хрущёвками, северную треть занимает частный сектор, южную — промзона.
На острове располагаются улицы Николая Ветошникова, Водников, Капитанская, Капитана Краснова, Адмирала Угрюмова, Продольная, Коломенская, Можайская, Мытищинская, Волоколамская, Косарева, Дубенская, Юбилейная, Пушинская, Осипенко, Серпуховская, переулки Бутлерова, Красногорский, Шаховский, Казанский, Москворецкий и площадь Артёма Сергеева.